# Intermittenzeffekt
Der Intermittenzeffekt ist ein in der analogen Fotografie auftretender Effekt in der Belichtung. Ähnlich wie der Schwarzschildeffekt stellt er eine Ausnahme vom Reziprozitätsgesetz dar.
Der Effekt zeigt sich bei Mehrfachbelichtungen (Blitzen) in kurzen Abständen als Abnahme der Filmempfindlichkeit. Die Schwärzung des Films ist daher in diesen Fällen geringer als bei einer Langzeitbelichtung mit der gleichen Lichtintensität. Wie beim Schwarzschildeffekt, bei dem länger belichtet werden muss, muss beim Intermittenzeffekt dementsprechend öfter geblitzt werden oder die Blitzanzahl verringert werden, zum Beispiel durch Öffnen der Blende oder durch Erhöhung der Lichtintensität.